# Friedrich Nölke
Friedrich Nölke (* 13. Juli 1877 in Bremen; † 16. Juni 1947 in Bremen) war ein deutscher Pädagoge und Astronom.

## Biografie
Nölke war der Sohn eines Zimmermanns. Er besuchte das Bremer Lehrerseminar und studierte von 1899 bis 1902 Mathematik, Physik und Geografie an der Universität Marburg und in Berlin. 1903 promovierte er und trat 1904 in den Schuldienst der Freien Hansestadt Bremen ein. 1905 wurde er Oberlehrer an der Schule am Doventor (später Olbers-Schule) und er leitete die Schule als Studiendirektor von 1920 bis 1945. 1919 wurde er zum Professor ernannt.
Seine Forschung in der Astronomie konzentrierten sich auf das Planeten- und Sonnensystem. Sein zentrales Werk Der Entwicklungsgang unseres Planetensystems erschien 1908, 1919 und 1930. Er schrieb auch zu erdgeschichtlichen Themen wie zur Kontinentalverschiebung und zur Theorie des Welteises. Nölke war 1920 zusammen mit Max Völkel und Wilhelm Finke (1884–1950) Begründer der Olbers-Gesellschaft in Bremen, die zu Ehren von Wilhelm Olbers (1758–1840) entstand.
Er wurde 1947 das Opfer eines tragischen Verkehrsunfalls.

## Werke
- Das Problem der Entwicklung unseres Planetensystems. Aufstellung einer neuen Theorie nach vorhergehender Kritik der Theorien von Kant, Laplace, Poincaré, Moulton, Arrhenius. Springer, Berlin 1908
- Der Entwicklungsgang unseres Planetensystems. Eine kritische Studie. Dümmler, Berlin/Bonn 1919
- Übersicht über die Theorie der Abelschen Funktionen zweier Variabeln. Georgi, Bonn 1903 (Digitalisat)